# Ferrari 330 TR
La Ferrari 330 TR è un'autovettura da competizione prodotta dalla casa automobilistica italiana Ferrari nel 1962 in un solo esemplare. È conosciuta anche con altri due nomi non ufficiali, 330 TRI/LM e 330 TRI.

## Il contesto

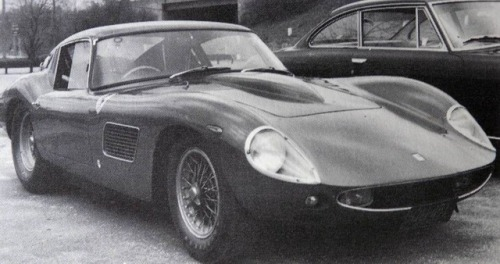
Ferrari 330 TR coupe carrozzata da Fantuzzi del 1963

Il modello derivava dalla 250 Testa Rossa. Quest'ultima si impose in molte gare tra la fine degli anni cinquanta e l'inizio degli anni sessanta, tra cui tre 24 Ore di Le Mans, contribuendo in modo decisivo alla conquista di alcune edizioni del Campionato del Mondo Sport Prototipi da parte della Ferrari. In particolare, la 330 TR ereditò dall'antenata il telaio, che fu modificato ed irrobustito per permettere l'installazione di tubi con minore diametro.
Nell'anno del lancio di questo modello, alla 24 Ore di Le Mans fu aggiunta una nuova categoria a cui potevano partecipare vetture che possedevano un motore con cilindrata massima di 4 l. All'epoca la Ferrari aveva concentrato il proprio lavoro sui propulsori da sei ed otto cilindri, ma per partecipare a questa nuova categoria la Casa di Maranello decise di sviluppare ulteriormente il V12 a “blocco lungo” progettato negli anni cinquanta da Aurelio Lampredi, che era già installato sulla 400 Superamerica, e di montare l'evoluzione sulla “330 TR”. Questo fu l'ultimo sviluppo di questo tipo di motore.
La carrozzeria era opera di Fantuzzi, e la sua linea era ispirata alle analoghe vetture spider da gara degli anni cinquanta. Lo sviluppo della linea fu determinato dagli studi nella galleria del vento inaugurata dalla Ferrari nel 1960.

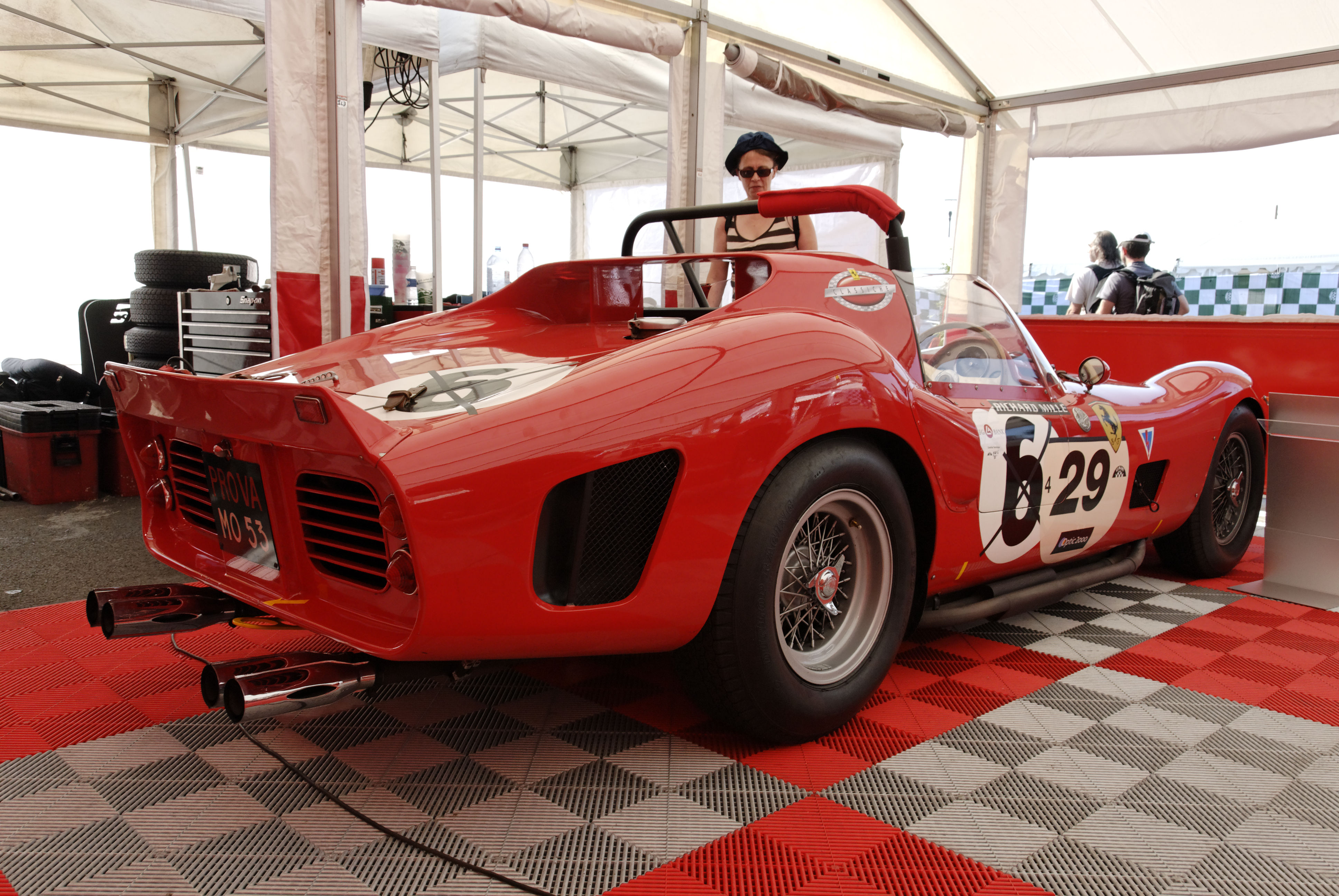
Retro di una Ferrari 330 TRI del 1962

La sigla numerica nel nome del modello era collegata alla cilindrata unitaria del motore, cioè quella relativa ad un solo cilindro, che era di circa 330 cm³. La sigla “TR” significava “Testa Rossa”, e ciò richiamava il modello da cui la “330 TR” ereditò il telaio, sebbene modificato; la vettura antenata fu chiamata “250 Testa Rossa” perché il suo motore aveva la testata dipinta di colore rosso.

## Le competizioni
La vittoria più importante ottenuta dal modello fu nella gara per cui fu progettata e costruita, cioè la 24 Ore di Le Mans del 1962, con alla guida Phil Hill e Olivier Gendebien. La "330 TR" fu l'ultima Ferrari con propulsore anteriore a conquistare la celebre corsa francese. Dopo questa gara, l'unico esemplare della “330 TR” fu venduto alla NART di Luigi Chinetti e, con il nuovo proprietario, prese parte ad altre competizioni; l'ultima di esse fu 24 Ore di Le Mans del 1963, dove si ritirò per un incidente. In seguito, l'esemplare fu acquistato da collezionisti privati.

## Caratteristiche tecniche
Il motore era un V12 a 60° anteriore, longitudinale e non sovralimentato. L'alesaggio e la corsa erano rispettivamente di 77 mm e 71 mm, che portavano la cilindrata totale a 3967,44 cm³. Il monoblocco e la testata erano fabbricati in lega leggera. Il rapporto di compressione era di 8,8:1. La potenza massima erogata dal propulsore era di 390 CV a 7500 giri al minuto.
La distribuzione era formata da un singolo albero a camme in testa che comandava due valvole per cilindro. L'impianto d'alimentazione era fornita da sei carburatori di marca Weber e modello 42 DCN. L'accensione era singola ed il relativo impianto comprendeva due spinterogeni. La lubrificazione era a carter secco, mentre la frizione era multidisco.
Le sospensioni erano indipendenti, con quadrilateri trasversali, molle elicoidali e ammortizzatori telescopici; quelle anteriori montavano anche una barra stabilizzatrice. I freni erano a disco sulle quattro ruote, mentre la trasmissione era formata da un cambio manuale a cinque rapporti più la retromarcia. La trazione era posteriore. Lo sterzo era a vite senza fine e settore dentato.
Il telaio era tubolare in acciaio, mentre la carrozzeria era spider in alluminio a due posti.